# Ksar Ait L’Kaid
Ksar Ait L’Kaid (en arabe : قصر آيت القايد) est un village fortifié dans la province de Midelt, région de Draa-Tafilalet au Maroc .